# Гнойовик звичайний
Гнойовик звичайний, також лайня́р (Geotrupes stercorarius) — вид жуків-гнойовиків родини Geotrupidae, поширений у помірній зоні Палеарктики.

## Опис
Тіло кремезне, відносно велике, 1,6-2,7 см у довжину. Спинна поверхня чорна або чорнувато-синя, по краю передньоспинки та надкрил з синьою чи зеленуватою облямовкою. Нижня поверхня металево-фіолетова чи синя, вкрита чорними волосками. Надкрила з 7 пунктирними борозенками між шовом та плечовим горбком.
Булава антен проста, пластинчаста, матова.
На задніх гомілках 3 поперечні ребра з зовнішнього боку.

## Генетика
Диплоїдний набір хромосом 2n=22. У гнойовика звичайного відсутня послідовність TTAGG, характерна для теломер багатьох комах.

## Спосіб життя
Самиця риє глибоку нірку під купою посліду копитних ссавців, куди відкладає яйце.
Літають ввечері. Перед зльотом у повітря, жуки піднімають температуру власного тіла (яке важить близько 1 граму) за допомогою скорочень крилових м'язів, які не призводять до руху крил. Скоротливий термогенез допомагає жукам розігрітися для польоту в прохолодний час доби.
Гнойовиків звичайних поїдають кажани, борсуки, дикі свині тощо. На нижній поверхні жуків часто знаходяться німфи більше 20 видів кліщів, переважно з ряду Mesostigmata.

## Ареал
Поширений у помірній зоні Євразії. На північ до Фінляндії.
В Україні зустрічається у більшості областей, окрім південних степових: не знайдений в Херсонській, Миколаївській, Запорізькій областях, у Криму.